# ポマト
ポマト（pomato）は、細胞融合によって作られたジャガイモ（potato）とトマト（tomato）の雑種。ジャガイモの茎にトマトを接いだ「ジャガトマ」とは異なる。1978年に西ドイツ（当時）のマックス・プランク研究所（分子細胞生物学・遺伝学研究所）のゲオルク・メルヒャーズが初めて作出した。

## 概要
植物細胞の細胞壁を酵素で溶解したプロトプラストをポリエチレングリコール（PEG）で処理すると、プロトプラストどうしが融合する。この技術により、近縁ではあっても自然交雑できない異種間の雑種を作ることができる（ジャガイモ:Solanum tuberosumとトマト:Solanum lycopersicumは同属異種）。
ポマトは本来ジャガイモとトマトの一挙両得を狙ったものではなく、暖地性のトマトにジャガイモの耐寒性を持たせる目的で開発された。しかし、完成した植物はトマトとしてもジャガイモとしても不完全で役に立たない失敗作であり、一時期未来の植物として注目されたポマトは消えていった。